# Tony Allen (Fußballspieler)
Anthony „Tony“ Allen (* 27. November 1939 in Hanley; † 2. Dezember 2022 in Stoke-on-Trent) war ein englischer Fußballspieler. Der dreifache englische Nationalspieler verbrachte den Großteil seiner Laufbahn bei Stoke City.

## Vereinskarriere
Allen kam 1955 als Amateur zum Zweitligisten Stoke City, nachdem sich auch Lokalrivale Port Vale um die Dienste des Blondschopfs bemüht hatte. Unter dem Trainer des Reserveteams, Tony Waddington, entwickelte sich Allen zum Juniorennationalspieler und unterzeichnete an seinem 17. Geburtstag seinen ersten Profivertrag. Im September 1957 debütierte er schließlich unter Trainer Frank Taylor bei einem 1:0-Erfolg gegen Doncaster Rovers in der Profimannschaft und verdrängte anschließend „Vereinslegende“ John McCue von seiner angestammten Position auf der linken Abwehrseite.
Als Waddington 1960 Cheftrainer wurde, begann die Entwicklung des Vereins eine positive Wendung zu nehmen. Die Offensive wurde neben Ausnahmespieler Stanley Matthews mit erfahrenen Kräften wie Jimmy McIlroy und Dennis Viollet verstärkt, während Waddington in der Defensive auf einen zweiten defensiv orientierten Mittelfeldspieler setzte, eine Taktik die als „Waddington's Wall“ bekannt wurde. Allen bestritt zwischen März 1960 und März 1963 148 Pflichtspiele (davon 121 in der Liga) in Folge, er selbst schrieb dies dem Umstand zu, niemals auf dem Platz die Beherrschung verloren zu haben. Dies galt selbst dann, als er 1967 während einer Partie gegen Manchester United von Pat Crerand angespuckt wurde, ohne dass der Schiedsrichter dies bemerkte. Da Fernsehbilder den Vorfall belegten, soll sich das International Football Association Board dazu veranlasst gesehen haben, in einer Regelerweiterung das Anspucken mit einer Tätlichkeit gleichzusetzen, die mit einem Platzverweis zu ahnden ist.
Die Saison 1962/63 schloss das Team als Zweitligameister ab und kehrte damit nach zehn Jahren in die First Division zurück. Ein Jahr später stand er mit dem Klub im Finale um den League Cup, nach Hin- und Rückspiel unterlag man allerdings Leicester City mit 3:4 in der Addition. Allen gehörte noch bis April 1965 zum unumstrittenen Stammpersonal, bis zu diesem Zeitpunkt hatte er seit seinem Debüt lediglich neun Ligaspiele verpasst, als ihn eine schwere Knieverletzung für ein halbes Jahr außer Gefecht setzte. In der Spielzeit 1966/67 hatte er zunehmend Probleme, das Tempo seiner Gegenspieler mitzugehen und Waddington reagierte, indem er Allen in die Mittelfeldzentrale an die Seite von Maurice Setters beorderte. Allens Stärken hatten bereits zuvor im Kurzpassspiel und seiner Fähigkeit, das „Spiel zu lesen“ gelegen, so dass er in seiner neuen Position keine Anpassungsschwierigkeiten hatte. Erst die Verpflichtung von Willie Stevenson vom FC Liverpool im Dezember 1967 läutete sein Ende ein und Allen verließ den Klub schließlich für eine Ablösesumme von £10.000 Richtung Drittdivisionär FC Bury im Oktober 1970. Bis zu diesem Zeitpunkt hatte er 473 Pflichtspiele für Stoke bestritten und war dabei vier Mal als Torschütze erfolgreich. Im Februar 1969 wurde ihm gemeinsam mit Eric Skeels ein Benefizspiel („Testimonial Match“) zuteil.
Seine Zeit bei Bury war wenig erfolgreich, am Ende der Saison 1970/71 stand der Abstieg in die Viertklassigkeit, kurz nach Beginn der neuen Saison verließ Allen den Klub und schloss sich, wie auch einige andere englische Spieler, dem südafrikanischen Klub Hellenic FC in Kapstadt an. Im Oktober 1973 kehrte er nach England zurück und ließ bei den Stafford Rangers in der Northern Premier League und Nantwich Town in der Cheshire County League seine Karriere ausklingen.
Im Anschluss an seine Karriere verdiente er seinen Lebensunterhalt als Besitzer eines Zeitschriftenladens in Blythe Bridge und arbeitete später für eine Sicherheitsfirma. Allen verstarb im Dezember 2022 83-jährig im Royal Stoke University Hospital und hinterließ zwei Söhne.

## Nationalmannschaft
Allen hatte bereits für die englische Jugendauswahl gespielt, als er im September 1958 gegen die polnische U-23-Auswahl sein Debüt in der englischen U-23-Nationalmannschaft gab. Nach fünf U-23-Einsätzen debütierte er überraschend im Oktober 1959 im Ninian Park gegen Wales für die englische A-Nationalmannschaft (Endstand 1:1). Weniger als zwei Wochen später spielte er auch bei einer 2:3-Niederlage gegen Schweden im Wembley-Stadion. Sein dritter und letzter Länderspieleinsatz erfolgte noch vor seinem 20. Geburtstag am 18. November 1959 bei einem 2:1-Sieg gegen Nordirland. Die Vorgänge rund um das Länderspiel gegen Schweden beschrieb Jimmy Greaves in seiner Autobiografie später folgendermaßen:

„Er [Anm: Nationaltrainer Walter Winterbottom] wählte, was er glaubte sei eine außergewöhnliche Gruppe junger Spieler um gegen Schweden anzutreten, die meisten davon waren unter 21 Jahre alt. Tony Allen (Stoke City), Trevor Smith (Birmingham City), John Connelly (Burnley), Brian Clough und Eddie Holliday (beide Middlesbrough) schlossen sich einem 22-jährigen Bobby Charlton und mir in einer Mannschaft an [...] Schweden erwies sich jedoch als zu stark und gewann das Spiel mit 3:2. Es war erst Englands zweite Heimniederlage gegen einen Gegner aus „Übersee“ [Anm: nicht aus Großbritannien oder Irland] und schlug bei der FA ein wie eine Bombe. Das Auswahlkomitee der FA machte Walter [Winterbottom] unmissverständlich klar, dass sie gegen seine Strategie waren, junge Spieler in das Nationalteam zu befördern und kehrten zum alten System zurück.“

Allen kam zwar anschließend nochmals in der U-23 zum Einsatz, dass er anschließend keine Berücksichtigung mehr fand, hing aber auch mit der Konstanz zusammen, mit der Ray Wilson fortan die Position des linken Außenverteidigers im Nationalteam besetzte.